# Gariowate
Gariowate (Garryaceae) – rodzina roślin z rzędu gariowców Garryales obejmującym dwa rodzaje, spośród których typowym jest Garrya. Należą tu zimozielone krzewy i drzewa z liśćmi skórzastymi, naprzeciwległymi, u nasady złączonymi w pary. Kwiaty zebrane w szczytowe kwiatostany, drobne, 4-krotne z jednym okółkiem i dolną zalążnią. Owoce mięsiste, z jednym (aukuba) lub dwoma (Garrya) nasionami. Zawierają bardzo toksyczne alkaloidy. Przedstawiciele tej rodziny bywają uprawiane jako rośliny ozdobne, mają niekiedy także zastosowanie w medycynie ludowej.

## Systematyka
Pozycja systematyczna według APweb (aktualizowany system APG IV z 2016)
Rodzina siostrzana wobec eukomiowatych w obrębie rzędu gariowców Garryales wchodzącego w skład kladu astrowych:
| gariowce | \| \| gariowate Garryaceae \| \| \| \| \| \| eukomiowate Eucomiaceae \| \| \| \| |
|          | \| \| gariowate Garryaceae \| \| \| \| \| \| eukomiowate Eucomiaceae \| \| \| \| |
|          | gariowate Garryaceae                                                             |
|          |                                                                                  |
|          | eukomiowate Eucomiaceae                                                          |
|          |                                                                                  |

Podział na rodzaje według APweb (aktualizowany system APG IV z 2016)
- aukuba Aucuba – 4–10 gatunków z Azji wschodniej
- garia Garrya – 13–15 gatunków z Ameryki Środkowej i zachodniej części Ameryki Północnej.